# Schleswig-Holsteinische Gemeinschaft
Die Schleswig-Holsteinische Gemeinschaft (SHG) war eine politische Vereinigung, die 1950 in Schleswig-Holstein gegründet wurde. Sie bildete zur Landtagswahl 1954 gemeinsam mit der Deutschen Partei den Schleswig-Holstein-Block (SHB) und errang 5,1 Prozent der Wählerstimmen. In der Landtagswahl 1958 erreichte die DP nur noch 2,8 Prozent, die SHG trat nicht mehr an. Danach löste sie sich schleichend auf.

## Geschichte
Die Entstehung der Schleswig-Holsteinischen Gemeinschaft war eine Reaktion auf den außergewöhnlich starken Einfluss der „Flüchtlingspartei“ Bund der Heimatvertriebenen und Entrechteten (BHE) im Land, die bei der Landtagswahl im Juli 1950 einen Stimmenanteil von 23,4 Prozent erreicht hatte und gemeinsam mit der CDU und den mit ihr bei diesem Wahlgang verbündeten Parteien FDP und DP die Landesregierung bildete. Schleswig-Holstein war das Bundesland mit dem höchsten Anteil an Heimatvertriebenen und Flüchtlingen. Die Bevölkerung war von 1,6 Millionen 1939 auf 2,7 Millionen 1949 angewachsen. Politische Beobachter hatten prophezeit, dass sich nach der Gründung einer „Flüchtlingspartei“ eine „Einheimischenpartei“ bilden werde. Die Gründung der SHG richtete sich jedoch auch gegen das Erstarken des dänisch orientierten Südschleswigschen Wählerverbandes (SSW) im nördlichen Landesteil.
Den Impuls zur Gründung gab der ehemalige Führer der Landvolkbewegung, Wilhelm Hamkens. Er hatte am 29. Oktober 1950 an einer alten Thingstätte mit 36 Vertretern aus Eiderstedt die Eiderstedter Gemeinschaft gegründet. Anschließend bildeten sich in mehreren Kreisen Aktionsausschüsse für die Gründung einer „Einheimischenvereinigung“. Am 18. November 1950 gründeten schließlich 500 Personen auf einer Versammlung in Rendsburg die Schleswig-Holsteinische Gemeinschaft. Vorsitzender wurde Richard Schenck, Hamkens wurde sein Stellvertreter. Bundespräsident Heuss kritisierte die Versuche, die Spaltung der deutschen Nachkriegsgesellschaft aus parteipolitischen Motiven zu vertiefen, als Schande.
Nach innerorganisatorischen Auseinandersetzungen wurde Wilhelm Jürgensen 1954 Vorsitzender der SHG. Zur Landtagswahl 1954 ging die SHG eine Listenverbindung (Schleswig-Holstein-Block, SHB) mit der DP ein, die ihre bisherige Zusammenarbeit mit der CDU aufgegeben hatte. Wilhelm Jürgensen und Detlef Hartz zogen über die Liste für die SHG in den Kieler Landtag ein; Peter Ludwig Petersen und Otto Eisenmann kamen aus der Deutschen Partei. Die Eiderstedter Gemeinschaft hatte sich nicht an der Bildung des Wahlblocks beteiligt.